# Claus Bauer
Claus Bauer (* 21. Oktober 1935) war Fußballspieler beim SC Motor Karl-Marx-Stadt. Dort bestritt er zwei Spielzeiten in der DDR-Oberliga, der höchsten Spielklasse des DDR-Fußball-Verbandes.

## Sportliche Laufbahn
Als 20-Jähriger wurde Bauer zur Saison 1956 in den Oberligakader der mittelsächsischen Fußballhochburg SC Motor Karl-Marx-Stadt aufgenommen. Am 25. März 1956 spielte er in der Begegnung des 3. Spieltages SC Motor – SC Aktivist Brieske-Senftenberg (1:1) als linker Außenstürmer zum ersten Mal in der Oberliga. Vom 13. Spieltag an hatte er sich in die Stammelf hingespielt und hatte am Saisonende 15 Oberliga-Einsätze auf seinem Konto. Mit seinen fünf Punktspieltreffern wurde der Neuling zweitbester Torschütze des Klubs. Seine zweite Oberligasaison verlief weniger erfolgreich, er wurde in den 26 Punktspielen nur vierzehnmal eingesetzt und kam nur auf zwei Punktspieltore. Am Ende der Saison stieg der SC Motor in die I. DDR-Liga ab, Bauer kam erst vom 13. Spieltag an wieder zum Einsatz. Der neue Trainer Hans Höfer ließ ihn in allen restlichen 14 Punktspielen als Mittelstürmer spielen, Bauer dankte dies mit sechs Toren, die ihn zum Torschützenkönig seiner Mannschaft werden ließen. Nach der Spielzeit 1958 stieg der Sportclub erneut ab, sodass Bauer eine Saison lang in der drittklassigen II. DDR-Liga verbringen musste. Nachdem er dort auf verschiedenen Angriffspositionen gespielt hatte, wurde er 1960, wieder in die Zweitklassigkeit zurückgekehrt, zum Standardlinksaußen der Karl-Marx-Städter, fehlte aber in neun Punktspielen. Es folgte die Mammut-Saison 1961/62 mit 39 Runden, da der Spielbetrieb wieder auf den Sommer-Frühling-Modus umgestellt wurde. Es wurde zugleich Bauers letzte Saison mit der 1. Mannschaft des SC Motor Karl-Marx-Stadt. Am 16. April 1961 bestritt er in der Partie des 6. Spieltages SC Motor – SC Fortschritt Weißenfels (2:1) sein letztes Pflichtspiel für DDR-Liga-Mannschaft. Noch im Laufe der Saison wechselte er zum Drittligisten BSG Motor West Karl-Marx-Stadt an, mit dem er in die I. DDR-Liga aufstieg. Mit der Betriebssportgemeinschaft bestritt er 1962/63 weitere 21 DDR-Liga-Spiele, in denen er sechs Tore erzielte. Danach schied er aus der 1. Mannschaft der BSG Motor West aus und tauchte Bauer zur Saison 1964/65 bei der BSG Wismut Aue wieder in der Oberliga auf. Am 2. Spieltag hatte er in der Begegnung SC Neubrandenburg – Wismut Aue (1:1) hatte er seinen letzten Auftritt im höherklassigen Fußball. Seit 1956 hatte er damit 30 Oberligaspiele (7 Tore) und 53 Spiele (9 Tore) in der I. DDR-Liga absolviert. Hinzu kommen mehrere Einsätze in der II. DDR-Liga.